# Kaluș
Kaluș (în ucraineană Калуш, în poloneză Kałusz) este oraș regional în regiunea Ivano-Frankivsk, Ucraina. Deși subordonat direct regiunii, orașul este și reședința raionului Kaluș. 

## Demografie
Componența lingvistică a orașului Kaluș
     Ucraineană (95,33%)
     Rusă (3,19%)
     Alte limbi (0,18%)
Conform recensământului din 2001, majoritatea populației orașului Kaluș era vorbitoare de ucraineană (95,33%), existând în minoritate și vorbitori de rusă (3,19%).

## Istorie
Regatul Poloniei 1437–1569

 Uniunea statală polono-lituaniană 1569–1772

 Imperiul Habsburgic 1772–1804

 Imperiul Austriac 1804–1867

 Austro-Ungaria 1867–1918

 Republica Populară a Ucrainei Occidentale 1918–1919

 Republica Polonă 1919–1939

 Uniunea Sovietică (ocupația) 1939–1941

 Imperiul German (ocupația) 1941–1944

 Uniunea Sovietică (ocupația) 1944–1945

 Uniunea Sovietică 1945–1991

 Ucraina 1991–prezent 